# Todesursache
Die Todesursache ist die Ursache für den Eintritt des Sterbevorgangs und des Todes. Je nach Betrachtungsweise kann man den Begriff unterschiedlich definieren. Im Bereich der Medizin werden nur konkrete Erkrankungen oder äußere Gewalteinwirkungen als Todesursachen benannt. Zu den Todesursachen im weiteren Sinn zählen die grundlegenden Ursachen tödlicher Erkrankungen.
Die Nekrologie ist die Lehre der Todesursachen.
Der Begriff Todesart bezieht sich auf die Unterscheidung der Todesursachen in drei Kategorien: natürlich, nicht natürlich oder ungeklärt.

## Todesursache im engeren Sinn

### Bestimmung
Die Todesfeststellung (siehe auch Hirntod#Rechtssichere Todesfeststellung sowie Todeszeichen) beim Menschen ist Sache der Ärzte. Der Fachbegriff dafür ist Leichenschau oder Totenbeschau, diese wird in der Schweiz, in Deutschland und in Österreich durch einen approbierten Arzt durchgeführt. In der Todesbescheinigung (Totenschein, Leichenschein) wird möglichst die Todesursache angegeben.
Wenn keine natürliche Todesursache festgestellt wird (also unnatürliche oder unklare Ursache), entscheidet der Staatsanwalt über das weitere Vorgehen (Todesermittlungsverfahren). In der Regel folgt eine Obduktion durch einen Gerichtsmediziner. Die Bestimmung der genauen Todesursache durch die Obduktion ermöglicht auch eine wichtige Qualitätskontrolle hinsichtlich der vorhergehenden Diagnosestellung und Therapie.
Insbesondere bei unerwarteten Todesfällen sollte untersucht werden, welche Erkrankung oder Gewalteinwirkung zum Tod geführt hat.
Innerhalb des Sterbevorgangs kann eine weitere Komplikation letztlich zum Tode führen, ohne medizinisch betrachtet Auslöser des Sterbeprozesses zu sein, bei dem immer mehr Organsysteme irreversibel ihre Funktion einstellen. Wenn zum Beispiel jemand mit einem tödlichen Krebsleiden zuletzt an einer Lungenentzündung stirbt, gilt die Krebserkrankung als (auslösende) Todesursache. Bei Menschen mit mehreren Erkrankungen (Multimorbidität) ist es oft nicht leicht, die ausschlaggebende Todesursache und die Abfolge der Zustände, die dazu führten, herauszufinden. Dies kann juristisch von ausschlaggebender Bedeutung sein bei Versicherungsfällen, gewaltsamen Todesfällen oder medizinischen Kunstfehlern, aber auch beim sogenannten „Spättod“ nach Unfall. Das letztendlich zum Tode führende Ereignis kann schon Wochen oder Jahre zurückliegen. Beispiel: traumatische Hirnschädigung → Demenz und Bettlägerigkeit → Lungenembolie → Spättod; Fazit: nichtnatürlicher Tod durch Hirntrauma.
Die statistischen Angaben beziehen sich üblicherweise auf Lebendgeborene, sodass Fehl- und Totgeburten nicht erfasst werden. Infektionen, Fehlbildungen, Mangelversorgung oder Schwangerschaftsabbrüche von Ungeborenen werden daher in den offiziellen Statistiken auch nicht als Todesursache aufgeführt. In Österreich wurden zwischen 1970 und 2010 bei 3.597.777 Lebendgeburten 19.110 Totgeburten (0,5 %) verzeichnet. Die Säuglingssterblichkeit liegt 2010 bei 0,39 %.

### Situation nach Ländern
Die Todesursachenstatistik basiert auf den ärztlichen Totenscheinen. Dort muss auch bei Vorliegen mehrerer zum Tode führender Krankheiten eine einzelne Angabe als Todesursache angekreuzt werden.
Die Todesursachenstatistiken der Staaten unterscheiden sich sehr stark, abhängig vom jeweiligen durchschnittlichen Einkommen. Am häufigsten werden in Mitteleuropa die Kreislaufkrankheiten und Krebserkrankungen als Todesursache genannt. In Entwicklungsländern dominieren Infektionskrankheiten (oft auf dem Boden einer Mangelernährung).

#### Weltweit
Weltweit sterben jährlich ca. 50–60 Mio. Menschen (Stand: 2020).
Laut Schätzungen der Weltgesundheitsorganisation waren 2019 die zwanzig häufigsten Todesursachen weltweit:
| Platz | Todesursache                                  | Jährliche Todesfälle (in Tausend) |
| ----- | --------------------------------------------- | --------------------------------- |
| 1     | Koronare Herzkrankheit                        | 8.885                             |
| 2     | Schlaganfall                                  | 6.194                             |
| 3     | COPD                                          | 3.228                             |
| 4     | Untere Atemwegserkrankungen (Pneumonien)      | 2.593                             |
| 5     | Neonatale Erkrankungen                        | 2.038                             |
| 6     | Luftröhren-, Bronchial-, Lungenkrebs          | 1.784                             |
| 7     | Alzheimer-Krankheit und andere Dementias      | 1.639                             |
| 8     | Durchfallerkrankungen (Cholera, Typhus, Ruhr) | 1.519                             |
| 9     | Diabetes mellitus                             | 1.496                             |
| 10    | Nierenerkrankungen                            | 1.334                             |
| 11    | Leberzirrhose                                 | 1.315                             |
| 12    | Verkehrsunfall                                | 1.282                             |
| 13    | Tuberkulose                                   | 1.208                             |
| 14    | Hypertensive Herzerkrankung (Hochdruckherz)   | 1.149                             |
| 15    | Kolorektales Karzinom                         | 916                               |
| 16    | Magenkrebs                                    | 831                               |
| 17    | Selbstverletzung                              | 703                               |
| 18    | Tod durch Sturz                               | 684                               |
| 19    | HIV/AIDS                                      | 675                               |
| 20    | Brustkrebs                                    | 640                               |
|       | sonstige                                      | 15.302                            |
|       | Insgesamt                                     | 55.416                            |

Kurz darauf folgen unter anderem noch Tötungen durch andere Menschen mit etwa 600.000 Opfern pro Jahr. Durch von Stechmücken übertragene Krankheiten sterben etwa 830.000 Menschen pro Jahr.
Die Häufigkeiten der Todesursachen unterliegen zeitlichen Änderungen. Wurmerkrankungen standen im Jahr 1996 mit 135.000 Opfern noch an zehnter Stelle. An Durchfallerkrankungen starben im Jahr 2000 noch ca. 2,2 Millionen Menschen. An Diabetes mellitus starben im Jahr 2000 noch weniger als 1 Million. Die HIV-/AIDS-Epidemie erreichte 2005 ihren Höhepunkt mit 1,8 Millionen Toten. Im Jahr 2018 starben ca. 770.000 Menschen an HIV/AIDS.
Die zu Beginn des 21. Jahrhunderts häufigsten Todesursachen sind koronare Herzkrankheiten sowie Schlaganfälle.

#### Deutschland

Todesursachengruppen in Deutschland im Jahr 2012

Die zehn häufigsten Todesursachen in Deutschland nach der ICD-10 im Jahre 2007

In Deutschland starben in den Jahren 1990 bis 2016 jährlich zwischen 818.000 und 925.000 Menschen, siehe Geburtenbilanz#Deutschland. Im Jahr 2016 starben 910.902 Menschen.
Die häufigsten natürlichen Todesursachen (Stand 2015, bzw. 2021 wo dies angegeben ist):
- Herz-Kreislauf-Erkrankungen (Herzinfarkt, Schlaganfall) mit fast der Hälfte aller Opfer (2021: 340.619 Personen, somit 33 % aller Sterbefälle, davon 47 % Männer und 53 % Frauen[10])
- Krebsleiden (Lungenkrebs, Darmkrebs, Prostatakrebs, Brustkrebs) (2021: 229.068 Personen, somit 22,4 % aller Sterbefälle, davon 54 % Männer und 46 % Frauen[10])
- Lebererkrankungen, insbesondere die alkoholische Leberzirrhose
- Lungenerkrankungen (Asthma bronchiale; Chronische Bronchitis und Lungenemphysem, siehe COPD)
- Infektionen (Anmerkung: An COVID-19 als Grundleiden verstarben im Jahr 2021 in Deutschland insgesamt 71.331 Personen[10])

Die häufigsten nichtnatürlichen Todesursachen:
- Stürze: knapp 13.000 Personen (2021: 18.183 Personen, davon 50 % Männer und 50 % Frauen[10])
- Suizid: über 11.000 Personen, davon 74 % Männer und 26 % Frauen[11] (2021: 9.215 Personen, davon 74 % Männer und 26 % Frauen[10])
- Verkehrsunfälle: rund 4.000 Personen[12]

- Andere Unfälle: Arbeitsunfälle, häusliche Unfälle, Sportunfälle
- Verletzungen
- Vergiftungen

Die Reihenfolge der häufigsten Todesursachen unterscheidet sich weiter nach Geschlecht und Altersgruppen, die separat betrachtet werden können (z. B. durch die Alterskrankheiten).

#### Schweiz
Im Jahr 2015 starben in der Schweiz 67.606 Menschen, 6 Prozent mehr als im Vorjahr. Die Grippewelle im Frühjahr, die Hitzewelle im Juli und die Alterung der Bevölkerung haben dazu beigetragen. Entsprechend nahmen die Mortalitätsrate und die verlorenen potenziellen Lebensjahre zu, die Lebenserwartung bei Geburt ging vorübergehend zurück. Die häufigsten Todesursachen sind zwischen dem 15. und dem 40. Altersjahr Unfälle und Suizid, zwischen dem 40. und 80. Altersjahr Krebs und bei über 80 Jahren die Herzkreislaufkrankheiten. Dies geht aus der Todesursachenstatistik des Bundesamts für Statistik hervor. Insgesamt war im Jahr 2016 Krebs die häufigste Ursache für vorzeitige Sterblichkeit. Im Jahr 2017 haben 1043 Menschen Suizid begangen und weitere 1009 Menschen haben dazu assistierten Suizid begangen. 2020 starben in der Schweiz insgesamt 76.195 Menschen und 71.166 im Jahr 2021. In beiden Jahren war Covid-19 die dritthäufigste Todesursache.

#### USA
Auch in den USA führen normalerweise Herz-Kreislauf-Erkrankung die Todesursachenstatistik an, gefolgt von Krebserkrankungen. Zwischen Dezember 2020 und Februar 2021, führten jedoch Todesfälle, die im Zuge der globalen Pandemie durch COVID-19 auftraten, die Statistik an.
Im Vergleich zu den Zahlen aus Europa ist der gewaltsame, unnatürliche Tod in den USA eine deutlich häufigere Todesursache. Dabei wird zusammenfassend für Mord, Suizid und Unfälle „gewaltsamer Tod“ (violent death) angegeben, die beschönigende Variante Unfälle (Accidents) ist jedoch auch gängig. Bereits 1980 war gewaltsamer Tod, statistisch gesehen, die häufigste Todesursache für Menschen, die im Alter von 15 bis 24 Jahren, in den USA starben.
Für das Jahr 2017 gab das FBI die Anzahl der Todesdelikte mit 16.214 an, während für 2019 bereits mehr als 19.100 Menschen ermordet wurden. Dennoch ist die Zahl der Selbsttötungen, mit über 47.500 (2019), mehr als doppelt so hoch.
Im Zuge der Opioidkrise in den USA überholten Überdosen 2016 die Herzerkrankungen als häufigste Todesursache bei den unter 55-Jährigen.

### Unnatürliche Todesursachen
Die nachfolgende Liste enthält Beispiele für unnatürliche Todesursachen.
Bei Verdacht auf ein Tötungsdelikt ist die Todesart gegebenenfalls durch eine rechtsmedizinische Untersuchung zu klären. Bei einer Obduktion wird daher insbesondere auf Vitalzeichen zum Zeitpunkt des Todes geachtet. Ziel ist es dabei festzustellen, ob der unnatürliche Tod durch einen Unfall, einen Suizid oder ein Tötungsdelikt eingetreten ist.
- Verkehrsunfälle: Auto, Bahn, Flugzeug, Fußgänger und Radfahrer
- Häusliche Unfälle
- Sportunfälle: Reitunfälle, Bergunfälle
- Sturz, z. B. Ausrutschen beim Gehen (siehe auch Sturz im Alter)
- Stromunfälle (Unfälle mit elektrischem Strom)
- Brandverletzungen
- Ertrinken
- Erfrieren
- Unfälle mit Schusswaffen
- Tierbiss (Hundebiss usw.)
- Blitzschlag

Absichtliche Tötung:
- Tötungsdelikte
- Suizid
- Exekution (in Ländern mit gesetzlicher Todesstrafe)

Sonstiges:
- Vergiftungen
- Radioaktivität (künstliche und natürlich vorkommende, z. B. Radon)
- Nebenwirkungen von Arzneimitteln, z. B. durch nichtsteroidale Antirheumatika oder bei bestehender Penicillinallergie
- Operations- oder Narkosezwischenfälle, Kunstfehler

#### Krieg
Global gesehen hat die absolute Anzahl an Todesfällen durch Kriege seit 1946 abgenommen. Je nachdem, ob es internationale Konflikte gab, wie beispielsweise den Koreakrieg, den Vietnamkrieg, oder auch den Ersten und Zweiten Golfkrieg sowie den Irakkrieg, kamen jährlich bis zu einer halben Million Menschen, in Verbindung mit Kriegen, ums Leben. Dabei ist es insbesondere im Fall eines Bürgerkrieges einfach hier konkrete, belastbare Zahlen vorzuweisen, wie unter anderem die unterschiedlichen Todesopferzahlen und Nachberechnungen für den Amerikanischen Bürgerkrieg illustrieren.
In durchschnittlichen Jahren liegt die Anzahl der Kriegstoten (einschließlich Bürgerkriegsopfer) jedoch bei etwa 100.000 pro Jahr.
Im Zweiten Weltkrieg sind in einzelnen Geburtsjahrgängen bis zur Hälfte eines Jahrgangs der deutschen Männer umgekommen. In der Nachkriegsbevölkerung stirbt die Menge der überlebenden Männer tendenziell früher, teilweise auch nach Erkrankungen, die mit Kriegsgefangenschaft in Verbindung stehen. Verletzungen, psychische Belastungen, Mangelernährung oder gesundheitliche Gefährdungen durch Kampfhandlungen verkürzen bei Überlebenden die Lebenserwartung. Bei einer Untersuchung der überlebenden Deutschen beider Weltkriege wurde festgestellt, dass die männlichen Jugendlichen zu Kriegsende später eine deutlich erhöhte Mortalität in den mittleren Altersstufen aufwiesen. Bei deutschen Frauen ist derartiges nicht erkennbar. Ähnliches lässt sich, nicht in gleichem Ausmaß, bei den anderen kriegsführenden Ländern beider Weltkriege beobachten. Erklärt wird das dadurch, dass durch Mangelernährung die Blutgefäßstrukturen beeinträchtigt werden, was sich aber erst in den Altersstufen auswirkt, in denen die Herz-Kreislauf-Erkrankungen die häufigste Todesursache darstellen.

## Todesursache im weiteren Sinn

### Altern
Etwa zwei Drittel aller Todesfälle werden durch Alterskrankheiten verursacht. In entwickelten Ländern – zu denen Deutschland zählt – ist dieses Verhältnis noch extremer und kann 90 Prozent erreichen. Etwa die Hälfte dieser Tode geschehen allerdings frühzeitig infolge von ungesunder Ernährung oder mangelnder Bewegung.

### Ungesunde Ernährung
Etwa 11 Millionen Menschen sterben jährlich aufgrund von falscher Ernährung.

### Mangelnde Bewegung
Etwa 5 Millionen Menschen sterben jährlich aufgrund von zu wenig Bewegung.

### Hunger
Jean Ziegler, der UN-Sonderberichterstatter für das Recht auf Nahrung 2000 bis 2008, schätzte im Jahr 2007, dass bei ca. 30–40 Mio. der gestorbenen Menschen Hunger bzw. die Folgen von Mangel- und Fehlernährung die Todesursachen seien, siehe auch Welthunger.

### Drogen
Häufigere Todesursache sind nicht die illegalen, sondern die legalen Drogen. Mehr als 99 % aller Drogentode werden durch legale Drogen ausgelöst, nur weniger als 1 % durch illegale.

#### Tabak
2007 wurde die Anzahl der jährlichen durchs Tabakrauchen verursachten Toten auf 5,4 Millionen geschätzt.
Infolge des Tabakrauchens sterben in Deutschland jährlich 110.000 bis 140.000 Menschen. Zusätzlich wird von 3.300 Todesfällen durch Passivrauchen ausgegangen.

#### Alkohol
Die 2018 vorgestellte Auswertung der Studie Global Burden of Disease befasst sich mit den Trinkgewohnheiten in 195 Ländern und den daraus resultierenden gesundheitlichen Problemen. Alkoholkonsum ist demnach, was die häufigsten Todesursachen angeht an siebenter Stelle. Weltweit lassen sich etwa 6,8 Prozent aller Todesfälle bei Männern und 2,2 Prozent bei Frauen auf problematischen Alkoholkonsum zurückführen.
Im Jahr 2016 führte der schädliche Gebrauch von Alkohol nach Angaben der Weltgesundheitsorganisation zu etwa 3 Millionen Todesfällen weltweit.
Die Zahl der Todesfälle als Folge von Alkoholmissbrauch wurde in den Berichten der Drogenbeauftragten der Bundesregierung 2002 bis 2008 mit „über 40.000 Menschen“ angegeben. Seit dem Bericht von 2009 (bis einschließlich 2012) werden aufgrund neuerer Berechnungen deutlich höhere Zahlen angegeben, wonach „über 73.000 Menschen an den Folgen ihres Alkoholmissbrauchs“ sterben. Die häufigste alkoholbedingte Todesursache ist die alkoholische Leberzirrhose. Vom Tod durch Alkoholmissbrauch sind Männer dreimal häufiger betroffen als Frauen.

#### Illegale Drogen
In Deutschland liegt die Zahl der Tode durch illegale Drogen seit der Wiedervereinigung konstant bei etwa 1.000 bis 2.000 Toten pro Jahr.

### Luftverschmutzung
Luftverschmutzung verursacht laut Weltgesundheitsorganisation (2012) und IEA (2016) jedes Jahr den Tod von rund 7 Millionen Menschen weltweit und stellt damit das weltweit größte einzelne umweltbedingte Gesundheitsrisiko dar. Die IEA stellt fest, dass viele der Grundursachen und Lösungen in der Energiewirtschaft zu finden sind, und schlägt als Lösungen etwa die Stilllegung luftverschmutzender Kohlekraftwerke und die Einführung strengerer Standards für Kraftfahrzeuge vor. 2020 berichtete die Europäische Umweltagentur, dass Umweltfaktoren wie Luftverschmutzung 2012 zu 13 % der menschlichen Tode in der EU beigetragen haben. Eine Studie aus dem Jahr 2021, die ein Modell mit erhöhter räumlicher Auflösung und aktualisierten Daten zur Wirkung verschiedener Konzentrationen verwendet, kommt zu dem Schluss, dass etwa 8,7 Millionen – oder etwa ein fünftel – der Todesfälle in 2018 auf Luftverschmutzung durch die Verbrennung fossiler Brennstoffe zurückzuführen sind.

### Ungünstige Umgebungstemperaturen
Eine Studie zeigt, dass 9,4 Prozent der weltweiten Todesfälle zwischen 2000 und 2019 – etwa 5 Millionen jährlich – auf extreme Temperaturen zurückzuführen sind, wobei kältebedingte Todesfälle den größten Anteil ausmachen und abnehmen und hitzebedingte Todesfälle etwa 0,91 Prozent ausmachen und zunehmen. Die Auftretenshäufigkeit von Herzinfarkten, Herzstillständen und Schlaganfällen nimmt unter solchen Bedingungen zu. Zwischen 1991 und 2018 wurden bereits 37 Prozent der durch Hitze verursachten Todesfälle der menschengemachten globalen Erwärmung zugeschrieben.

### Antibiotikaresistente Keime
Jährlich über 1,3 Millionen sterben laut der Weltgesundheitsorganisation durch antibiotikaresistente Keime.